# Giro delle Alpi Apuane 1960
Il Giro delle Alpi Apuane 1960, diciassettesima ed ultima edizione della corsa, si svolse il 26 giugno 1960 su un percorso di 210 km, con partenza e arrivo a Marina di Massa, in Italia. La vittoria fu appannaggio dell'italiano Addo Kazianka, che completò il percorso in 5h50'00", alla media di 36,000 km/h, precedendo i connazionali Giuseppe Fallarini e Noè Conti. 

## Ordine d'arrivo (Top 10)
| Pos. | Corridore          | Squadra              | Tempo    |
| ---- | ------------------ | -------------------- | -------- |
| 1    | Addo Kazianka      | Emi                  | 5h50'00" |
| 2    | Giuseppe Fallarini | Ignis                | s.t.     |
| 3    | Noè Conti          | Ghigi                | a 1'07"  |
| 4    | Vinicio Marsili    | Philco               | s.t.     |
| 5    | Carlo Azzini       | Legnano              | s.t.     |
| 6    | Giuseppe Dante     | Ignis                | s.t.     |
| 7    | Idrio Bui          | Ghigi                | s.t.     |
| 8    | Nunzio Pellicciari | San Pellegrino Sport | a 2'20"  |
| 9    | Giuseppe Pardini   | Only Stag            | s.t.     |
| 10   | Giancarlo Manzoni  | San Pellegrino Sport | s.t.     |